# Gamla Riksbankens hus, Norrköping

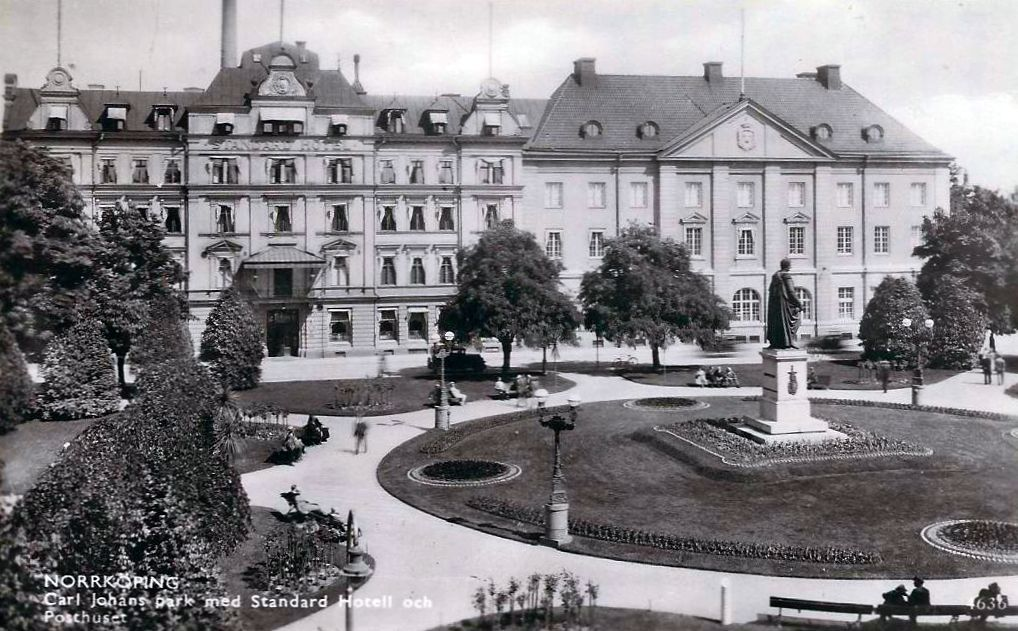
Carl Johans park, Standard hotell och Riksbankens hus.jpg

Riksbankens hus är en tidigare bank- och postbyggnad i hörnet Drottninggatan/Saltängsgatan i Norrköping, som ritades av Victor Bodin i samarbete med Isac Gustaf Clason och uppfördes 1914-1916.
Huset färdigställdes som Riksbankens hus. På tomten låg tidigare Ullmagasinet från 1833, vilket hade byggts om och anpassats för verksamhet som postkontor och telegrafstation. Telegrafstationen låg där fram till 1910, då den flyttades till ett nybyggt hus i hörnet Drottninggatan/Hospitalsgatan.
Det ombyggda Ullmagasinet var i bruk fram till 1914, då byggnaden revs för att ge plats för Riksbankshuset. 
Byggnaden är i tre våningar med putsad fasad och fasaddetaljer och sockelvåning i huggen kalksten och granit. Fasaden mot Drottninggatan har kalkstenspilastrar och en frontespis. I bottenvåningen fanns från början både postkontor och lokaler för Sveriges riksbank.
Riksbanken flyttade 1932 in ett nytt riksbankshus i hörnet Nya Rådstugugatan/Torggatan nära Tyska torget. Postverket tog därefter helt över den gamla fastigheten, som därefter också kallades Postettan.  
Fastigheten ägs idag av ett privatägt fastighetsbolag och lokalerna i gatuplanet använts av 
bland annat Danske Bank.